# Pierre Lueders

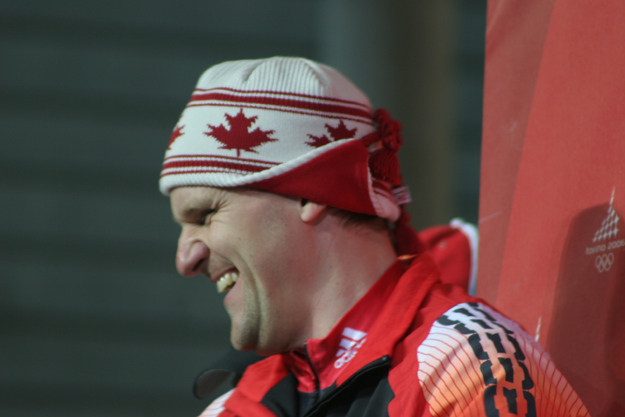
Pierre Lueders

Pierre Lueders (Edmonton, Alberta, 26 september 1970) is een Canadese bobsleeër. Hij fungeert als piloot voor zowel de 2-mansbob als de 4-mansbob.
Hoewel hij beide type bobs bestuurt behaalde hij zijn grootste resultaten in de 2-mansbob. Hij is anno 2006 de meest succesvolle Canadese bobsleeër in de historie van het land. In de 15 jaar die hij op het internationale topniveau uitkomt eindigde hij 69 maal op het podium en won hij zeven medailles in de eindklassementen van de wereldbeker. Vijf van die zeven medailles waren goud van kleur. Overigens werden alle zeven medailles behaald in de 2-mansbob.
Tijdens de Olympische Winterspelen 1998 in Nagano behaalde hij samen met zijn remmer David MacEachern een gedeelde eerste plaats met de Italianen Günther Huber en Antonio Tartaglia. Na vier afdalingen van de bobbaan in Japan kwamen beide slees tot op de honderdste gelijk over de streep. De gouden medaille werd derhalve aan alle vier de atleten uitgereikt.
Vier jaar later in 2002 nam Lueders opnieuw deel aan de Spelen, dit keer werden die dichter bij huis gehouden, namelijk in Salt Lake City. Dichter bij huis betekende echter niet dat er ook goede prestaties behaald werden. In beide bobs viel Lueders ruim buiten de prijzen. Qua klassering viel het in de 2-mansbob met een vijfde plaats nog mee. De 4-mansbob leverde echter slechts een negende positie op. Het teleurstellende resultaat zorgde ervoor dat hij het seizoen 2002-2003 niet in actie kwam.
In het Olympisch jaar 2005/2006 werd hij samen met zijn nieuwe remmer, de van origine Jamaicaanse Lascelles Brown winnaar van de wereldbeker in de 2-mansbob en tevens in het gecombineerde klassement van beide bob-klassen. Lueders werd gevraagd om de Vlag van Canada tijdens de Openingsceremonie van de Olympische Winterspelen 2006 te dragen, maar hij bedankte voor de eer. Hij en Brown vielen tijdens die Spelen echter wel in de prijzen. De Duitsers André Lange en Kevin Kuske waren net iets te goed in vorm, maar met een verdienstelijke tweede plaats werd het zilver in de wacht gesleept.
| Logo van de Olympische Spelen | Goud | Zilver | Brons | Logo van de Olympische Spelen |
|                               | 1    | 1      | 0     |                               |

1932: Hubert Stevens / Curtis Stevens ·
1936: Ivan Brown / Alan Washbond ·
1948: Felix Endrich / Friedrich Waller ·
1952: Andreas Ostler / Lorenz Nieberl ·
1956: Lamberto Dalla Costa / Giacomo Conti ·
1964: Anthony Nash / Robin Dixon ·
1968: Eugenio Monti / Luciano De Paolis ·
1972: Wolfgang Zimmerer / Peter Utzschneider ·
1976: Meinhard Nehmer / Bernhard Germeshausen ·
1980: Erich Schärer / Josef Benz ·
1984: Wolfgang Hoppe / Dietmar Schauerhammer ·
1988: Jānis Ķipurs / Vladimir Kozlov ·
1992: Gustav Weder / Donat Acklin ·
1994: Gustav Weder / Donat Acklin ·
1998: Günther Huber / Antonio Tartaglia en Pierre Lueders / David MacEachern ·
2002: Christoph Langen / Markus Zimmermann ·
2006: André Lange / Kevin Kuske ·
2010: André Lange / Kevin Kuske ·
2014: Beat Hefti / Alex Baumann ·
2018: Francesco Friedrich / Thorsten Margis en Justin Kripps / Alexander Kopacz ·
2022: Francesco Friedrich / Thorsten Margis